# Karl-Georg Pochhammer
Karl-Georg Pochhammer (* 31. August 1954 in Berlin) ist ein deutscher Zahnarzt und stellvertretender Vorsitzender des Vorstandes der Kassenzahnärztlichen Bundesvereinigung (KZBV). Als Spitzenverband der siebzehn Kassenzahnärztlichen Vereinigungen in sechzehn Bundesländern vertritt die KZBV die Interessen von etwa 63.000 Zahnärztinnen und Zahnärzten, die an der vertragszahnärztlichen Versorgung teilnehmen. Vertragszahnärzte und in Praxen angestellte Zahnärzte bilden eine der größten Facharztgruppen. Die Institution ist ein Organ der Selbstverwaltung in der Rechtsform einer Körperschaft des öffentlichen Rechts.

## Leben
Nach dem Studium der Zahnmedizin in den Jahren von 1978 bis 1982 an der Freien Universität Berlin, nachfolgender Approbation und Promotion (Dr. med. dent), gründete Pochhammer im Jahr 1985 in Berlin eine eigene Praxis.
Nachdem er von 2000 bis 2001 Mitglied des Vorstandes der Kassenzahnärztlichen Vereinigung Berlin (KZV Berlin) war, wurde Karl-Georg Pochhammer im Jahr 2001 zum stellvertretenden Vorsitzenden des Vorstandes gewählt.
Von 2001 bis 2004 war er Vorsitzender des Haushaltsausschusses der KZBV. In den Jahren von 2005 bis 2011 hatte Pochhammer zudem das Amt des Vorsitzenden der Vertreterversammlung der KZBV inne.
Im Januar 2017 wurde er zum Vorsitzenden des Vorstandes der KZV Berlin gewählt und trat damit die Nachfolge des langjährigen Vorsitzenden Jörg-Peter Husemann an. Pochhammer übte das Amt nur bis April 2017 aus, nachdem er im März 2017 von der konstituierenden Vertreterversammlung der KZBV zum stellvertretenden Vorsitzenden des Vorstandes der KZBV gewählt worden ist. Er trat das Amt am 26. April 2017 an. Im März 2023 wurde Pochhammer von der konstituierenden Vertreterversammlung der KZBV in seinem Amt bestätigt.
Karl-Georg Pochhammer ist Vorsitzender des Aufsichtsrates der Deutschen Apotheker- und Ärztebank (apoBank) und war bis 2017 Mitglied des Präsidiums des Verbandes der Freien Berufe Berlin (VFB).

## Aufgaben
Die Geschäftsordnung der KZBV verteilt die Ressorts auf die drei Vorstandsmitglieder. Karl-Georg Pochhammer ist für die Aufgabenbereiche Presse- und Öffentlichkeitsarbeit, die Zahnärztlichen Mitteilungen, Finanz und Innere Verwaltung, Personal, Telematik, Inhouse-EDV, Revisionsangelegenheiten sowie die Finanzausschüsse des Instituts für Qualität und Wirtschaftlichkeit im Gesundheitswesen (IQWIG) und des Instituts für Qualitätssicherung und Transparenz im Gesundheitswesen (IQTIG) zuständig.